# スプリング・ストリート駅 (IND8番街線)
スプリング・ストリート駅 (スプリング・ストリートえき、Spring Street) はマンハッタン区ハドソン・スクエア及びソーホーにまたがるニューヨーク市地下鉄IND8番街線の駅で、スプリング・ストリート-6番街交差点にある。A系統が深夜帯のみ、C系統が深夜帯を除く終日、E系統が終日停車する。

## 歴史
1932年9月10日にIND8番街線がワシントン・ハイツ-207丁目駅（現：インウッド-207丁目駅）からチェンバーズ・ストリート駅・ハドソン・ターミナル駅（現：ワールド・トレード・センター駅）間の他駅とともに開業した。1933年から1936年にかけてブルックリン区方面へ延伸が行われ、1933年8月19日にはクイーンズ区方面へ列車が走るようになった。
MTA2010-2014年投資計画では当駅の構造物の31%以上が老朽化して脆くなっているとして駅の改装が盛り込まれていた。

## 駅構造
| G                   | 地上階                       | 出入口 |
| B1 プラットホーム階 | 相対式ホーム、右側ドアが開く | 相対式ホーム、右側ドアが開く |
| B1 プラットホーム階 | 北行緩行線                   | ← 深夜帯：インウッド-207丁目駅行き（西4丁目駅） ← 168丁目駅行き（西4丁目駅） ← ジャマイカ・センター-パーソンズ/アーチャー駅行き（西4丁目駅）                                                               |
| B1 プラットホーム階 | 北行急行線                   | ← 深夜帯以外：通過 |
| B1 プラットホーム階 | 南行急行線                   | → 深夜帯以外：通過 → |
| B1 プラットホーム階 | 南行緩行線                   | → 深夜帯：ファー・ロッカウェイ-モット・アベニュー駅行き（キャナル・ストリート駅）→ ユークリッド・アベニュー駅行き（キャナル・ストリート駅）→ ワールド・トレード・センター駅行き（キャナル・ストリート駅）→ |
| B1 プラットホーム階 | 相対式ホーム、右側ドアが開く | |
| B2                  | -                            | ホーム間連絡通路 |

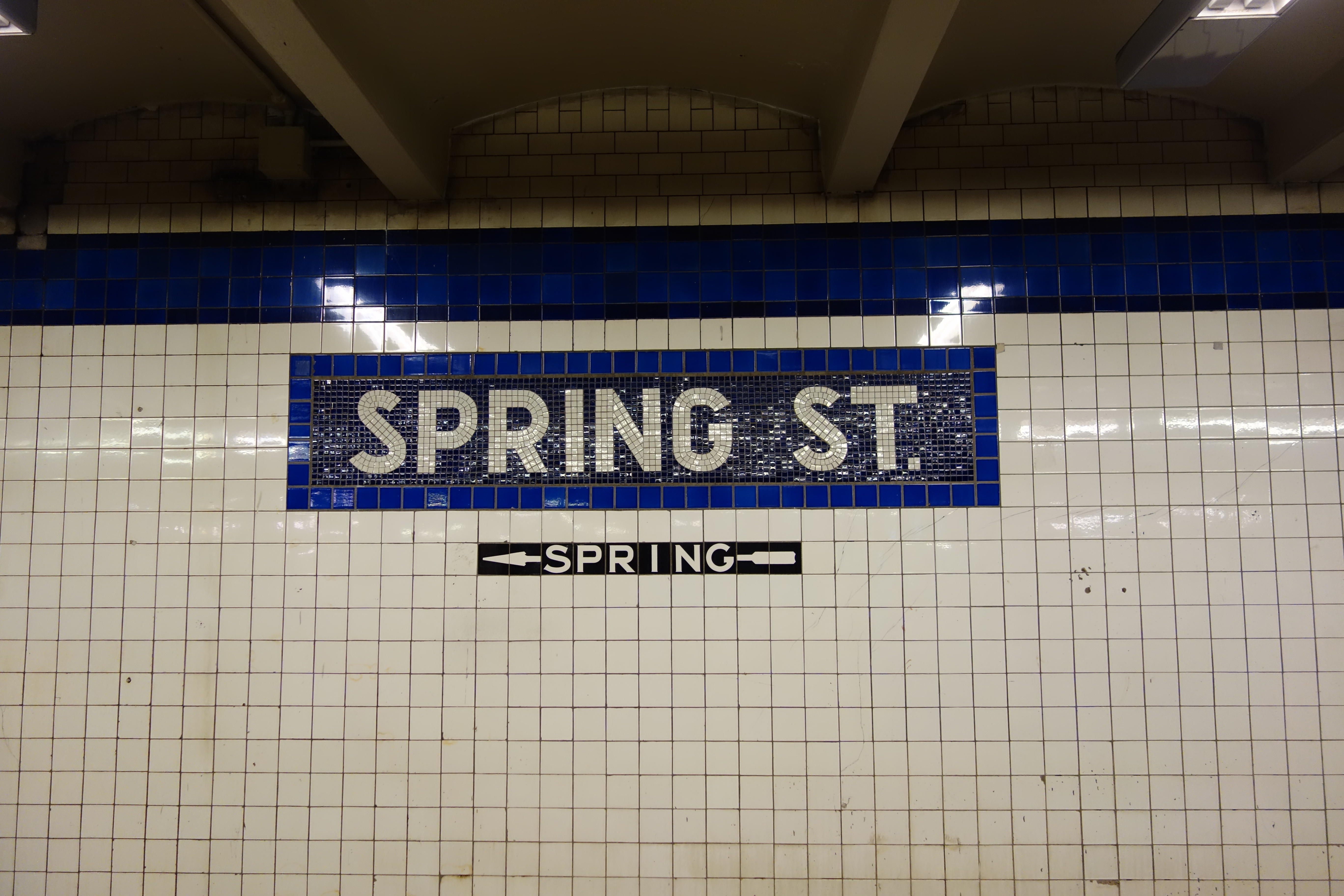
駅名標

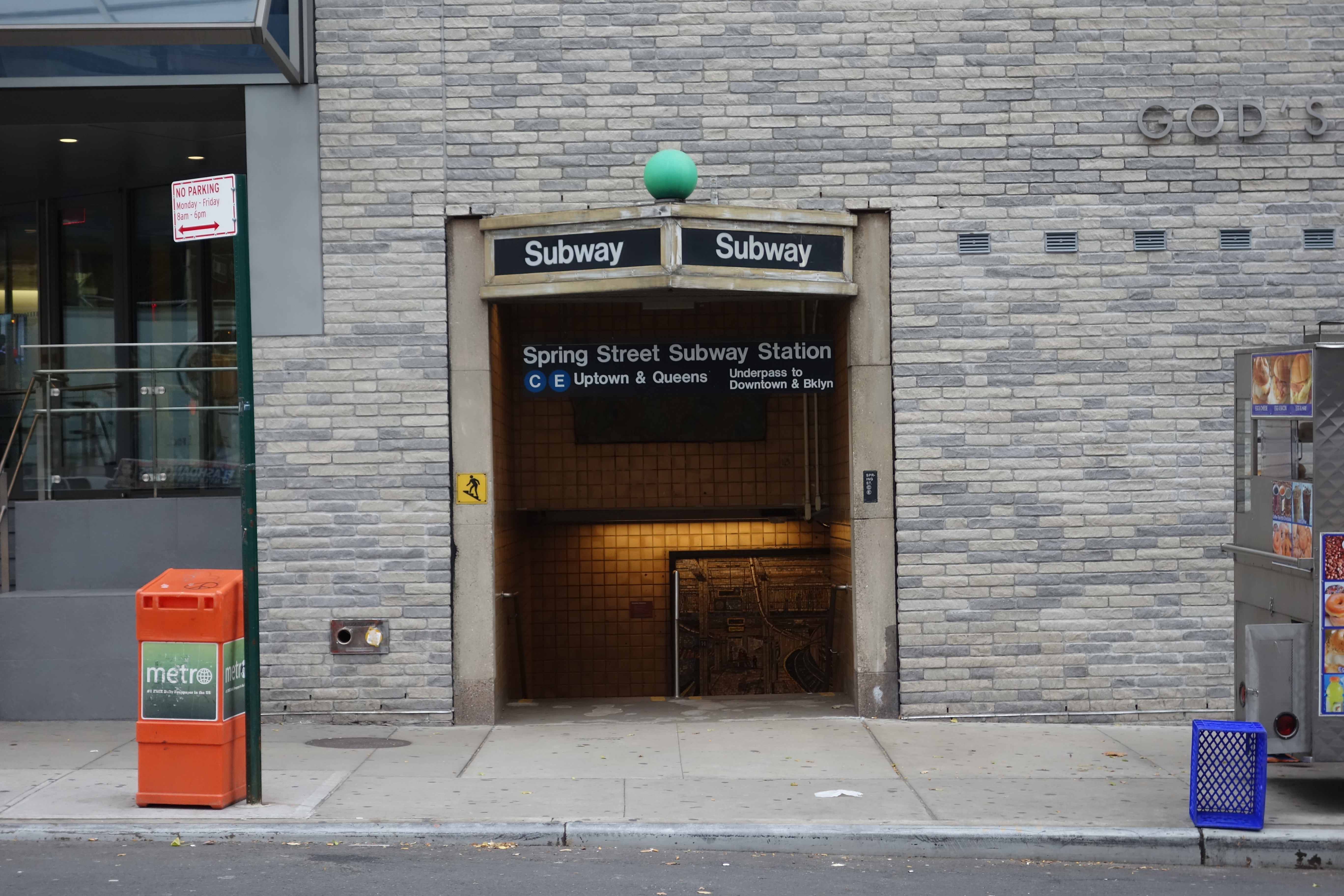
駅入口

相対式ホーム2面4線の構造となっており、A系統は日中に急行線を通過する。ホーム下の連絡通路で南北ホームが接続しており両ホームがすべての改札に通じている。黒縁に青いラインが駅名標の上にある。駅名標は"SPRING ST"とサンセリフ体で書かれ、下には"SPRING"と出口の方向を示すサインが設置されている。ホーム上に等間隔に立つ青い柱にはニューヨーク市地下鉄標準の駅名標が1本おきに設置されている。

### 出口
改札はすべてホーム階にある。主要な改札口は南端にあり、階段はスプリング・ストリートと6番街交差点に1つずつ出る。北行ホーム側の出口はビル内にあり交差点北東に通じる。南行ホーム側の出口は交差点北西に出る。南行ホームには無人改札口があり、階段はヴァンダム・ストリートと6番街交差点の南西に出る。プリンス・ストリート、チャールトン・ストリート及び6番街交差点に出ることができる駅北端の改札は閉鎖された。

## アートワーク

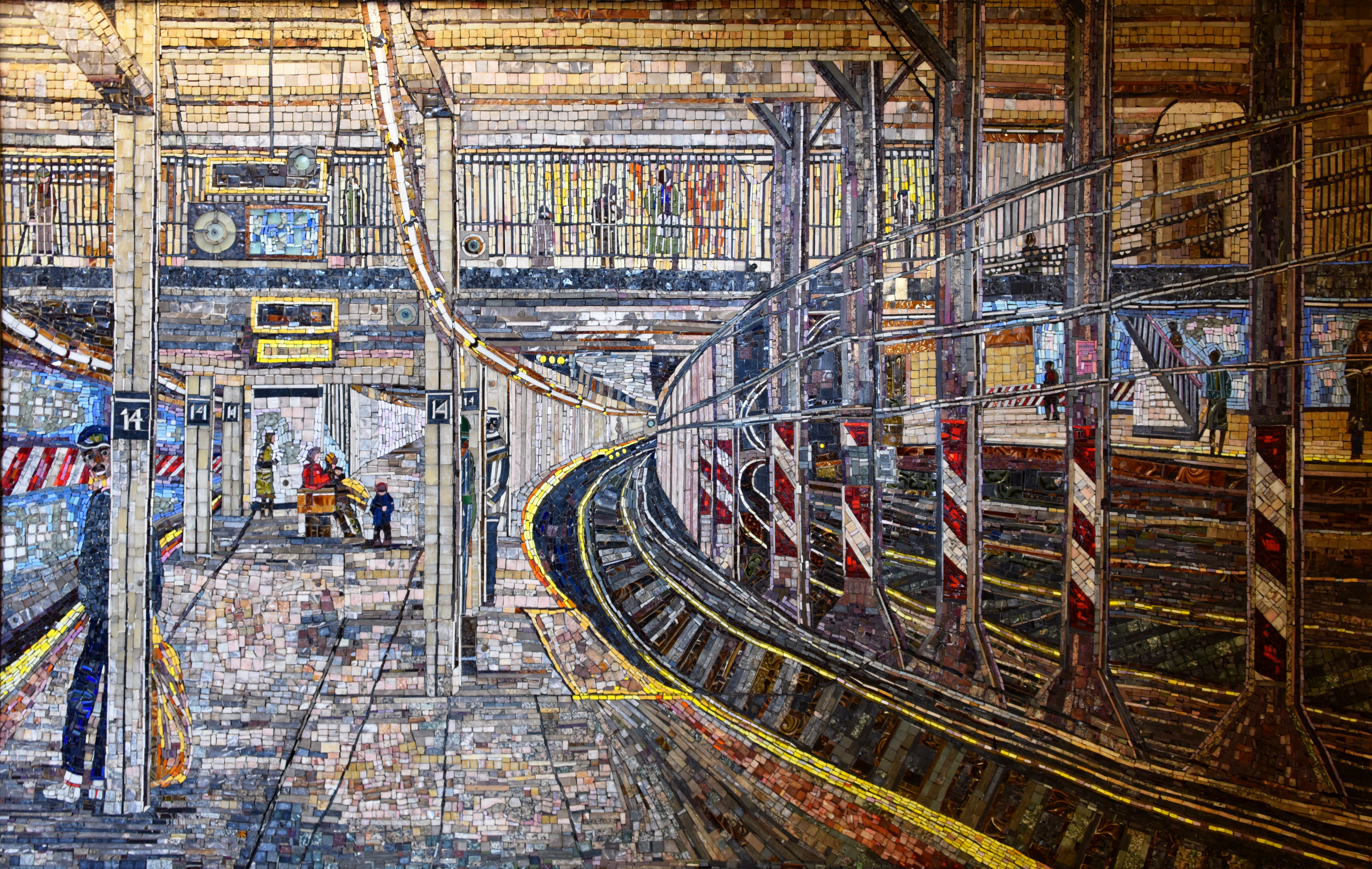
入口にあるモザイク。14丁目-ユニオン・スクエア駅を描いたもの

1984年12月にAlfredo Jaar氏による"Rushes"が描かれた。
1994年にはEdith Kramerによる"New York City Subway Station"が設置された。14丁目-ユニオン・スクエア駅のIRTレキシントン・アベニュー線ホームが題材となっている。